# Whistling Down the Wire
Albums de Crosby & Nash
Wind on the Water
(1975) Crosby-Nash Live
(1977)
Whistling Down the Wire est le troisième album du duo composé de David Crosby et Graham Nash, sorti en 1976.

## Titres

### Face 1
1. Spotlight (Kortchmar, Nash) – 2:51
2. Broken Bird (Crosby, Nash) – 2:44
3. Time After Time (Crosby) – 2:32
4. Dancer (Crosby) – 4:50
5. Mutiny (Nash) – 4:45

### Face 2
1. J.B.'s Blues (Nash) – 2:41
2. Marguerita (Nash) – 4:13
3. Taken at All (Crosby, Nash) – 3:07
4. Foolish Man (Crosby) – 4:29
5. Out of the Darkness (Crosby, Craig Degree, Nash) – 4:24

## Musiciens
- David Crosby : chant, guitare
- Graham Nash : chant, guitare, harmonica
- David Lindley : guitare, violon, alto
- Danny Kortchmar : guitare, dobro
- Tim Drummond : basse
- Laura Allan : cithare
- Craig Doerge : piano, orgue
- Russell Kunkel : batterie, percussions